# Philip Kutzko
Philip Caesar Kutzko (* 24. November 1946 in Brooklyn) ist ein US-amerikanischer Mathematiker, der sich mit Zahlentheorie und Darstellungstheorie befasst (Langlands-Programm).
Kutzko studierte Mathematik am City College of New York mit dem Bachelor-Abschluss 1967 und an der University of Wisconsin–Madison, an der er 1968 seinen Master-Abschluss erhielt und 1972 bei Donald McQuillan promoviert wurde (The characters of the binary-modular congruence groups). Als Post-Doktorand war er 1972 bis 1974 Instructor an der Princeton University und ab 1974 Assistant Professor, 1977 Associate Professor und 1980 Professor an der University of Iowa.
1980 bewies er die (lokale) Langlands-Vermutungen für die allgemeine lineare Gruppe {\displaystyle GL_{2}} in lokalen Körpern.
Er war Invited Speaker auf dem Internationalen Mathematikerkongress 1986 in Berkeley (On the supercuspidal representations of {\displaystyle GL_{n}} and other p-adic groups).
Er ist seit 1967 verheiratet und hat ein Kind.

## Schriften
- mit Colin J. Bushnell: The admissible dual of GL(N) via compact open subgroups (= Annals of Mathematics Studies. 129). Princeton University Press, Princeton NJ 1993, ISBN 0-691-03256-4.